# Akasaka Blitz
Akasaka Blitz (赤坂BLITZ) é uma casa de shows localizado em Minato, Tóquio. Começou suas atividades em abril de 1996 e é propriedade da Tokyo Broadcasting System Television, Inc. Como parte de um plano de desenvolvimento que envolvia a demolição de vários prédios da TBS na área, a casa foi fechada em 2003 até a sua reabertura em 20 de março de 2008.

## Links oficiais
- «Sítio oficial»